# Areva
Ne doit pas être confondu avec Orano ou Framatome.
 (août 2024).
Motif : Très nombreuses redites, article fleuve parfois difficilement intelligible. Nombreuses références manquantes.
 (août 2024).
La mise en forme du texte ne suit pas les recommandations de Wikipédia : il faut le « wikifier ».
Les points d'amélioration suivants sont les cas les plus fréquents. Le détail des points à revoir est peut-être précisé sur la page de discussion.
- Les titres sont pré-formatés par le logiciel. Ils ne sont ni en capitales, ni en gras.
- Le texte ne doit pas être écrit en capitales (les noms de famille non plus), ni en gras, ni en italique, ni en « petit »…
- Le gras n'est utilisé que pour surligner le titre de l'article dans l'introduction, une seule fois.
- L'italique est rarement utilisé : mots en langue étrangère, titres d'œuvres, noms de bateaux, etc.
- Les citations ne sont pas en italique mais en corps de texte normal. Elles sont entourées par des guillemets français : « et ».
- Les listes à puces sont à éviter, des paragraphes rédigés étant largement préférés. Les tableaux sont à réserver à la présentation de données structurées (résultats, etc.).
- Les appels de note de bas de page (petits chiffres en exposant, introduits par l'outil «  Source ») sont à placer entre la fin de phrase et le point final[comme ça].
- Les liens internes (vers d'autres articles de Wikipédia) sont à choisir avec parcimonie. Créez des liens vers des articles approfondissant le sujet. Les termes génériques sans rapport avec le sujet sont à éviter, ainsi que les répétitions de liens vers un même terme.
- Les liens externes sont à placer uniquement dans une section « Liens externes », à la fin de l'article. Ces liens sont à choisir avec parcimonie suivant les règles définies. Si un lien sert de source à l'article, son insertion dans le texte est à faire par les notes de bas de page.
- La présentation des références doit suivre les conventions bibliographiques. Il est recommandé d'utiliser les modèles {{Ouvrage}}, {{Chapitre}}, {{Article}}, {{Lien web}} et/ou {{Bibliographie}}. Le mode d'édition visuel peut mettre en forme automatiquement les références.
- Insérer une infobox (cadre d'informations à droite) n'est pas obligatoire pour parachever la mise en page.

Pour une aide détaillée, merci de consulter Aide:Wikification.
Si vous pensez que ces points ont été résolus, vous pouvez retirer ce bandeau et améliorer la mise en forme d'un autre article.
Areva était une multinationale française du secteur de l'énergie entre 2001 et 2018, œuvrant principalement dans le domaine de l'industrie nucléaire dont elle était l'un des leaders mondiaux.
Le groupe était présent dans la totalité des secteurs du nucléaire civil : cycle du combustible nucléaire (extraction, concentration, raffinage, conversion et enrichissement de l'uranium, fabrication et transport d'assemblage combustible, gestion et retraitement des déchets nucléaires) ; conception et construction de réacteur nucléaire (tel que l'EPR, l'Atmea1, ou encore le Kerena), ainsi que dans le démantèlement nucléaire. L'entreprise s'est aussi ouverte aux énergies renouvelables, à la production d'hydrogène, au stockage d'énergie et au transport et à la distribution d'électricité.
L'histoire d'Areva est marquée par des difficultés financières ainsi que plusieurs affaires politico-financières entraînant des achats et cessions d'actifs, ainsi que de nombreuses restructurations internes. En 2016, Areva, alors en grande difficulté comptable et ébranlée par plusieurs affaires politico-financières, est restructurée en trois entités :
- New NP anciennement Areva NP ;
- New Areva anciennement Areva NC et Areva Mines ;
- Areva S.A. une holding remplissant le rôle de structure de défaisance des activités « à risque » d'Areva : finalisation du chantier et délivrance de l'EPR d'Olkiluoto 3, exécutions des derniers projets d'énergies renouvelables d'Areva, et finalisation de la cession de New NP à EDF.

Enfin, en janvier 2018 New NP redevient Framatome en étant racheté par EDF, et New Areva devient Orano, marquant la fin du groupe Areva.

## Histoire du groupe

### Avant Areva
En 1983, le commissariat à l'Énergie atomique (CEA) est autorisé par décret à apporter tout son capital d'entreprises industrielles à la Société des participations du CEA, alors dénommée CEA Industrie. De 1983 à 2001, celle-ci pilote les activités industrielles et commerciales du CEA, et constitue l'actionnaire principal des trois autres grandes entreprises du programme nucléaire civil français : la Cogema (actionnaire à 100%), de TechnicAtome (à 90%) et de Framatome (à 36%).

### Topco (juin àseptembre 2001)
Topco est créée en juin 2001, par la fusion de la Cogema, de Framatome, de TechnicAtome et de CEA Industrie. Trois mois après en septembre 2001, la société abandonne le nom commercial Topco pour celui d'Areva. Ce nom est inspiré du nom du village espagnol d'Arévalo près duquel se situe une abbaye cistercienne, dont l'architecture présente aux yeux d'Anne Lauvergeon (alors PDG) les qualités qu'elle veut pour le groupe naissant : simplicité, rigueur et symétrie. Ce nom Arevalo est amputé d'une syllabe pour lui donner un caractère plus international.

### Areva: naissance et structuration du groupe (2001 à 2006)
La société Areva naît ainsi quand la holding du CEA passe du rôle de simple holding financière à celui de holding industrielle, avec directoire et conseil de surveillance. Anne Lauvergeon, PDG de la Cogema, devient présidente du directoire d'Areva. L'objectif est de créer un modèle intégré, le « one-stop shop » du nucléaire. L'activité de Framatome est renommée Framatome ANP (pour Advance Nuclear Power) après l'intégration des activités nucléaires de Siemens KWU.
La branche transmission et distribution d’électricité d'Alstom (groupe alors en difficulté financière) est vendue à Areva le 9 janvier 2004 pour 913 millons d'euros, et devient sa filiale Areva T&D.
En 2004, Areva engage, en tant que maître d'ouvrage et en consortium avec Siemens, le chantier de l'EPR d'Olkiluoto pour le compte de l'électricien finlandais TVO. Le chantier se révèle ruineux pour Areva : vendu 3 milliards d'euros pour mise en service prévue en 2009, il coûtera 11 milliards d'euros et entrera en service en avril 2023 avec treize ans de retard,.
EDF lance le chantier de l'EPR de Flamanville en décembre 2007 pour lequel Areva fournit l’îlot nucléaire (incluant la cuve du réacteur, les générateurs de vapeur, le pressuriseur, et le circuit primaire avec ses auxiliaires). Le projet s'avèrera, là encore, une source de pertes financières pour Areva et de conflit avec EDF, notamment à cause de malfaçons et de retards affectant la cuve du réacteur et son couvercle,.
En 2006, Areva impose une dénomination unique à ses sociétés de premier rang :
- la Cogema est scindée en deux filiales renommées Areva NC (pour Nuclear Cycle) et Areva Mines ;
- Framatome ANP est renommée Areva NP (pour Nuclear Power) ;
- et TechnicAtome est renommée Areva TA.

### Déclin d'Areva (2006 à 2016)
En juin 2007, Areva finalise l'offre publique d'achat sur UraMine (exploitant de mine d'uranium africaines) pour un montant de 1,8 milliard d'euros. L'opération se révèle ruineuse pour Areva (Cf Affaire UraMin) après la découverte en 2008 de nombreuses mines inexploitables en Centrafrique, et de la chute des cours de l'uranium au décours de l'accident de la centrale de Fukushima en 2011.
En juin 2010, Areva en difficulté financière se voit contraint de céder sa très rentable filiale Areva T&D (transmission et distribution d'électricité) pour un montant total de plus de 4 milliards d'euros,:
- Alstom récupère la branche transmission d'électricité qu'il avait vendu à Areva en 2004,
- et Schneider Electric achète la branche distribution d'électricité.

Areva annonce se recentrer sur la production d’énergie sans émission de CO2 au sens large : les énergies renouvelables prennent une part croissante dans les activités du groupe, en complément du nucléaire. La filiale Areva Renouvelables est ainsi créé en 2010 après l'acquisition d'Ausra (entreprise de panneaux photovoltaïque) et de Multigrid (entreprise d'éoliennes offshores).
Après l'accident de la centrale de Fukushima en mars 2011, Areva engage en fin d'année un plan de redressement baptisé « Action 2016 ». En novembre 2011, Corinne Lepage (alors députée européenne et ancienne ministre de l'environnement) affirme que la situation d'Areva était déjà très difficile avant l'accident de Fukushima. Selon elle et jusqu'en novembre 2014, les décideurs politiques seraient restés dans le déni de la situation financière d'Areva et de ses difficultés commerciales (dérive du chantier de l'EPR d'Olkiluoto, etc.).
À la suite des pertes financières d'Areva, du scandale de l'achat d'UraMine (Cf Affaire UraMin) et des difficultés d'entente entre les dirigeants d'EDF et d'Areva, Nicolas Sarkozy limoge Anne Lauvergeon de la direction du groupe en juin 2011.
En mai 2012, Areva cède au Fonds stratégique d'investissement sa participation de 26 % dans le groupe minier Eramet pour 776 millions d'euros, et rejoint en juillet 2012 l'Association mondiale des exploitants nucléaires.
En janvier 2013, la direction générale déménage du no 33 de la rue La Fayette à la tour Areva, dans le quartier parisien de La Défense.

#### Perte record de 2014
En février 2015, Areva annonce une perte record pour l'exercice 2014 de 4,9 milliards d'euros ainsi qu'un chiffre d’affaires en chute de 7,2 % à 8,3 milliards d'euros. Ces pertes seraient liées en partie à l'atonie du marché nucléaire après l'accident de Fukushima, mais aussi à de graves erreurs stratégiques et opérationnelles (affaire UraMin, difficultés de réalisation de l'EPR Finlandais et de Flamanville, ainsi que du réacteur Jules Horowitz),. Le président du conseil de surveillance Pierre Blayau aurait prôné un « nettoyage sans concession » du groupe, voire son démantèlement,. Le 20 novembre 2014, l'agence de notation Standard & Poors dégrade la note de dette à long terme d'Areva de « BBB- » à « BB + », la reléguant dans la catégorie des émetteurs spéculatifs.
En conséquence, un « plan de compétitivité  » est lancé visant à réaliser un milliard d'euros d'économies d'ici 2017, notamment en réduisant les frais de personnel de 15 % en France et 18 % dans le monde d'ici 2017 (obtenue par le licenciement de 5 000 à 6 000 personnes dans le monde sur 45 000 salariés). Des cessions d'actifs supérieures à 450 millions d'euros sont également envisagées. Le 15 septembre 2015, plus de 2 000 salariés manifestent devant le siège du groupe à Paris pour protester contre les milliers de pertes d'emploi annoncées en cas de démantèlement du groupe. 
L'activité liée aux instruments de mesure de la radioactivité (Canberra) est cédée fin 2015 à l'américain Mirion Technologies.
Areva, en recherche de liquidité, annonce en juillet 2015 être parvenue à un accord avec EDF, pour une prise de participation majoritaire d'EDF dans sa filiale Areva NP pour un montant de 2 milliards d'euros (Areva NP étant valorisée à 2,7 milliards d'euros), en laissant une part minoritaire à Areva (de l'ordre de 15 à 25 %). Bernard Fontana, ancien dirigeant du cimentier suisse Holcim, est choisi par EDF Areva et le gouvernement français comme président de la nouvelle entité Areva NP,.
Toujours en recherche de liquidités, l'entrée d'actionnaires minoritaires est évoquée afin de limiter la recapitalisation par l’État français. Le 2 novembre 2015, le président du conseil d'administration d'Areva, Philippe Varin, signe à Pékin en présence des présidents François Hollande et Xi Jinping, un protocole d’accord avec la China National Nuclear Corporation (CNNC) ouvrant la voie à une prise de participation minoritaire de CNNC de 10% au capital d’Areva,. Ce protocole prévoit aussi un large volet industriel : une coopération entre les deux groupes est envisagée sur l’ensemble des activités du nouvel Areva, des mines d’uranium à la déconstruction des installations nucléaires, en passant par le retraitement des combustibles usés (un projet d'usine de retraitement en Chine étant alors en projet). 
À la suite de divergences de point de vue, la montée de CNNC au capital d'Areva n'aboutit pas : l'État français souhaitait faire également entrer au capital d'Areva les deux entreprises japonaises Mitsubishi Heavy Industries (MHI) et Japan Nuclear Fuel Limited (JNFL) à hauteur de 5% chacune ; là où les dirigeants chinois souhaitaient être le premier actionnaire derrière l'État français, le tout dans un contexte de relations diplomatiques tendues avec le Japon.
En février 2016, Areva essuie une nouvelle lourde perte de plus de 2 milliards d'euros pour son exercice 2015, soit une perte de 9 milliards d’euros en cinq ans. Les causes sont les mêmes que pour l'année précédente. En 2017, les pertes sont de 252 millions d'euros pour un chiffre d'affaires de 3,9 milliards d'euros, en recul de 10,8 %.

### Restructuration et démantèlement du groupe (2016 à 2018)

#### Restructuration - 2016 à 2018
EDF finalise la reprise à Areva de son activité de conception et construction de réacteurs nucléaires (Areva NP) en juin 2016, dans une nouvelle entité nommée New NP.
Areva regroupe ses activités du cycle du combustible nucléaire (activités des ex-Areva NC et Areva Mines) dans une nouvelle société dénommée provisoirement Areva NewCo, ou New Areva.
En septembre 2016, Gamesa, à la suite de sa fusion avec les activités éoliennes de Siemens, annonce acquérir la participation de 50 % qu'il ne détenait pas dans Adwen à Areva pour 60 millions d'euros.
Le 29 mars 2017, Areva cède sa filiale Areva TA (spécialisée dans la propulsion nucléaire navale) à un consortium public constitué de l'Agence des participations de l'État, de DCNS et du CEA, à la suite d'un protocole signé en décembre 2016.
En juillet 2017, l'État français recapitalise les deux branches restantes d'Areva (New Areva et Areva S.A) à hauteur de 4,5 milliards d'euros : 2 milliards au capital d'Areva S.A., structure où restent logés les actifs les plus risqués du groupe (notamment l'EPR d'Olkiluoto), et 2,5 milliards dans New Areva, recentré sur le cycle du combustible. Les deux investisseurs japonais, MHI et JNFL, apportent 500 millions d'euros supplémentaire avec une prise de participation de 5 % chacun dans New Areva. Bruno Le Maire (alors ministre de l'économie) qualifié la gestion d’Areva de « scandaleuse » et dénonce « la manière dont cette entreprise publique a été gérée et le coût que cela représente pour les finances publiques. [...] Une gestion aussi indigente des deniers publics est absolument inacceptable ».
Enfin, la holding Areva S.A. regroupe les actifs risqués de l’ancienne structure, notamment l'achèvement de l’EPR d’Olkiluoto 3 en Finlande, ainsi que les risques liés aux anomalies sur les dossiers de l’usine du Creusot.

#### Démantèlement d'Areva -janvier 2018
Le 23 janvier 2018, la restructuration du groupe s’achève :
- New Areva prend le nom d'Orano, une société centrée sur le cycle du combustible nucléaire : extraction de l'uranium, concentration, raffinage, conversion et enrichissement de l'uranium, fabrication d'assemblages de combustibles nucléaires, transport des combustibles nucléaires, traitement des combustibles nucléaires usés, démantèlement nucléaire et gestion des déchets radioactifs. Orano rassemble alors l'essentiel des activités historiques de la Cogema (avant son intégration dans Areva)[44],[45]. Orano récupère également la branche Areva Med (qui devient Orano Med) spécialisée dans la médecine nucléaire, et la branche Areva Projets[46];
- New NP, désormais détenue par EDF, redevient Framatome, entreprise spécialisé dans la conception, la construction, la maintenance et l’amélioration de réacteur nucléaire[46];
- Areva S.A. une holding détenue en totalité par l'État français[47]. Elle est une structure de défaisance des activités « à risque » d'Areva : finalisation du chantier et délivrance de l'EPR finlandais d'Olkiluoto 3, et exécutions des derniers projets d'énergies renouvelables d'Areva. En juin 2020, le directeur général de Framatome Philippe Braidy est nommé à la tête d'Areva S.A. pour accélérer la mise en service de l'EPR finlandais d’Olkiluoto 3[48]. En mai 2021, Areva, Siemens et l'opérateur TVO annoncent avoir trouvé un accord de financement pour l’achèvement du réacteur avec le versement de 600 millions d'euros à TVO par Areva S.A. Cette somme est financée par l'État français (propriétaire d'Areva S.A.) en rachetant à cette dernière des actions qu'elle détenait encore au capital d'Orano[49]. L'EPR d'Olkiluoto entre en service commercial en avril 2023 avec treize ans de retard[50],[51].

## Actionnariat
L’ouverture du capital d'Areva annoncée par le gouvernement français depuis 2003, est plusieurs fois reportée, notamment au profit des privatisations de GDF et d'EDF. Fin octobre 2005, le premier ministre Dominique de Villepin annonce qu'il suspend le processus d'ouverture du capital d'Areva, malgré les souhaits répétés de sa PDG Anne Lauvergeon. L’élection de Nicolas Sarkozy en mai 2007 ravive la possibilité d'une ouverture du capital d’Areva aux investisseurs privés, mais l'option est écartée par le gouvernement en septembre 2007.
En juin 2009, Areva déclare vouloir ouvrir son capital (alors détenu à 90% par l'État français) à hauteur de 15 % à de nouveaux partenaires privés, afin de financer son plan de développement industriel (développement de mines d'uraniums, augmentation des capacités d'enrichissement de l'uranium, projets de nouveaux chantiers de réacteurs dans le monde, etc.).
À partir de mai 2011, l’intégralité du capital d’Areva est cotée sous forme d’actions ordinaires.
Jusqu'en 2012, le nom légal d'Areva reste Société des participations du commissariat à l'Énergie atomique. Ce n'est qu'en 2012 que la Société des participations du CEA abandonne sa raison sociale pour celle d'Areva, bien que le CEA, qui détient 69 % des parts d'Areva en 2012, ait toujours un rôle majeur dans sa stratégie.
Face aux difficultés financières d'Areva, l'État français (actionnaire à 86 %) décide en 2015 de faire entrer un actionnaire minoritaire chinois (la CNNC) à hauteur de 10% du capital d'Areva. Les discussions échouent début 2017, et ce sont les entreprises japonaises Mitsubishi Heavy Industries (MHI) et Japan Nuclear Fuel Limited (JNFL) qui obtiennent une participation à hauteur de 5 % chacune (pour un montant total de 500 millions d'euros) dans l'entreprise en cours de création New Areva (qui deviendra Orano en 2018).
L'action Areva est suspendue le 15 août 2017, et l'État français acquiert le même mois 98,25 % du capital d'Areva S.A., au terme d'une offre publique de retrait d'un montant de 220 millions d'euros.

## Principales activités et filiales
Areva est présent dans la totalité des secteurs du nucléaire civil : cycle du combustible nucléaire (extraction, concentration, raffinage, conversion et enrichissement de l'uranium, fabrication et transport d'assemblage combustible, gestion et retraitement des déchets nucléaires) ; conception et construction de réacteur nucléaire (tel que l'EPR, l'Atmea1, ou encore le Kerena), ainsi que dans le démantèlement nucléaire. L'entreprise s'est aussi ouverte aux énergies renouvelables, à la production d'hydrogène, au stockage d'énergie et au transport et à la distribution d'électricité.
| Entité précédénte    | Entité précédénte    | Activité précédente                                                                                       | Topco                               | Areva                        | Areva                        | Areva                  | Areva                      | Entité suivante | Activité suivante                            |
| Entité précédénte    | Entité précédénte    | Activité précédente                                                                                       | 2001                                | 2001-2006                    | 2006-2016                    | 2006-2016              | Restructuration 2016-2018  | Entité suivante | Activité suivante                            |
| -------------------- | -------------------- | --- | ----------------------------------- | ---------------------------- | ---------------------------- | ---------------------- | -------------------------- | --------------- | -------------------------------------------- |
| CEA industrie        | Framatome            | Conception, construction et maintenance de réacteur nucléaire                                             | Framatome ANP                       | Framatome ANP                | Areva NP                     | Areva NP               | New NP                     | Framatome       | idem                                         |
| CEA industrie        | Cogema               | Cycle du combustible (extraction, production, concentration, enrichissement et retraitement de l'uranium) | Cogema                              | Cogema                       | Areva NC                     | Areva NC               | New Areva                  | Orano           | idem                                         |
| CEA industrie        | Cogema               | Cycle du combustible (extraction, production, concentration, enrichissement et retraitement de l'uranium) | Cogema                              | Cogema                       | Areva Mines                  |                        | New Areva                  | Orano           | idem                                         |
| CEA industrie        | TechnicAtome         | Propulsion nucléaire navale                                                                               | TechnicAtome                        | TechnicAtome                 | Areva TA (2006-2017)         | Areva TA (2006-2017)   |                            | TechnicAtome    | idem                                         |
| Multigrid            | Multigrid            | Conception et fabrication d'éolienne offshore                                                             |                                     |                              | Areva renouvelables          | Areva Wind (2010-2016) |                            | Adwen           | idem                                         |
| Ausra                | Ausra                | Conception et fabrication de panneau solaire à concentration                                              | Areva Solar (2010-2015)             | Aucune (liquidation en 2015) | Aucune (liquidation en 2015) |                        |                            |                 |                                              |
| Ceme + AEG + Cegelec | Ceme + AEG + Cegelec | Transmission et distribution d'électricité                                                                |                                     | Areva T&D (2004-2010)        | Areva T&D (2004-2010)        | Areva T&D (2004-2010)  |                            | Alstom Grid     | Transmission d'électricité                   |
| Ceme + AEG + Cegelec | Ceme + AEG + Cegelec | Transmission et distribution d'électricité                                                                | Schneider Electric (branche Energy) | Areva T&D (2004-2010)        | Areva T&D (2004-2010)        | Areva T&D (2004-2010)  | Distribution d'électricité |                 |                                              |
|                      |                      | |                                     |                              |                              |                        | Areva S.A.                 | Areva S.A.      | Structure de défaisance de l'EPR d'Olkiluoto |

Le groupe est principalement organisé, jusqu'à sa restructuration de 2016, de cinq filiales à 100 % détenues par Areva, chacune contrôlant elle-même plusieurs filiales, :
1. Areva Mines, regroupe les activités minières d’Areva[62] :
  - UraMin, Areva Gabon, Compagnie des mines d'uranium de Franceville (COMUF), Areva Resources Namibia, Areva Resources Southern Africa, Areva NC Niger, Société des mines de l'Aïr (Somaïr), COMINAK, Imouraren SA, Division minière de Vendée, Société des Mines de Jouac, Société des Mines du Bourneix (SMB), La Mancha (société), KATCO, Areva Mongol, COGEGOBI, Gobigeo, Areva Resources Australia, Areva Resources Canada, Urangesellschaft mbH ;
2. Areva NC (Nuclear Cycle), spécialisé dans le cycle du combustible nucléaire :
  - Compagnie française de mines et métaux (CFMM) ; COMINOR ; Comurhex ; ESI ; EURINFO PARTNERS ; Euriware ; Eurodif ; Eurodif Production ; GADS ; Gamma Assistance ; Groupe Euriware ; Lemarechal Celestin (LMC) ; MAINCO ; Mécachimie ; Mecagest ; Melox ; MSIS ; Open Cascade ; PEA Consulting ; Polinorsud ; SC CREGU ; Société industrielle de combustible nucléaire (SICN) ; SMB ; SMJ ; Socatri ; Sovagic ; Société des techniques en milieu ionisant (STMI) ; TN International ; Trihom ; ATMEA ; Société d'enrichissement du Tricastin (SET) ;
3. Areva NP (Nuclear Power) spécialisé dans la conception et la construction de réacteur nucléaire, la fourniture du combustible, ainsi que des services de maintenance et de modernisation
  - Compagnie pour l'étude et la réalisation de combustibles atomiques (CERCA); Compagnie Européenne Du Zirconium (Cezus) ; Civad ; Creusot Forge ; Creusot Mécanique ; CTE-NDT ; Franco-Belge de Fabrication du Combustible (FBFC) ; Intercontrôle ; Jeumont Systèmes de Pompes et de Mécanismes (JSPM) ; SFAR ; SFARSTEEL ; SOMANU ; Enrichment Technology Company (ETC)
  - N.B. : la Société générale pour les techniques nouvelles (SGN) qui était filiale d'Areva NC a été absorbée par Areva NP en 2013 puis a réintégré Areva NC.
4. Areva TA, spécialisé dans la réalisation de réacteurs de recherche et des systèmes de propulsion nucléaire navale :
  - Elta SA ; 01 DB Metravib, cédée en 2012 ; Principia Recherche Développement SA (absorbé par Areva TA) ; Technoplus Industries SAS (cédée en 2013) ;
5. Areva Renouvelables, jeune pousse spécialisée dans les énergies renouvelables :
  - Areva Solar, Areva Wind, Areva Renewables Brazil ;
6. Autres filiales :
  - Areva Business Support, Areva Insurance & Reinsurance (Areva IR), Arevacom, Brevatome, Cedec, Compagnie d’étude et de recherche pour l’énergie (CERE), Helion, Areva Med, Euriware (vendue à Cap Gemini en mai 2014).
  - La filiale Areva T&D a fait partie du groupe Areva jusqu'en 2010, ainsi que ses filiales Areva T&D Protection et Contrôle SA ; Areva T&D Transformateur de Mesures SA ; Areva Parafoudres SA ; Laboratoire Oskman Séraphin.

Jusqu'en 2010, Areva était organisée autour de quatre pôles (le pôle Amont, le pôle Réacteurs et Services, le pôle Aval et le pôle T&D Transmission et Distribution). Le pôle de transmission et de distribution d’électricité (Areva T&D) regroupait des activités de production, d’installation et de maintenance des équipements ainsi que les opérations de transmission et distribution d’électricité, en haute et moyenne tension. Areva T&D est vendu en juin 2010 aux groupes industriels Alstom et Schneider Electric.
En 2010, Areva adopte une nouvelle organisation divisée en cinq « business groups » (sigle : BG - traduction en français : « groupes d'affaires ») :
1. BG Mines
2. BG Amont
3. BG Aval
4. BG Réacteurs et Services
5. BG Énergies renouvelables

Chacun de ces Business groups sont eux-mêmes subdivisés en « business units » (sigle : BU - traduction en français : unité d'affaires).
Areva a par ailleurs créé une direction « Ingénierie et Projets » transverse aux activités nucléaires et renouvelables, dirigée par Eric Chassard.
L'organisation d'Areva est une organisation matricielle, dans laquelle les cinq business groups et la direction Ingénierie & Projets sont soutenus par 14 directions fonctionnelles, dont la direction des Affaires publiques, dirigée par Jacques Gérault.

### Business groups«Mines»
Le BG (business group) « Mines » compte 4 601 salariés dans le monde et représente 15 % du chiffre d’affaires d’Areva en 2012. Olivier Wantz - directeur général adjoint d'Areva - en est le responsable. Il recouvre les activités de recherche de nouveaux gisements, d’extraction et de traitement du minerai d’uranium et de réaménagement des sites après exploitation. Areva exploite des mines au Canada, au Kazakhstan, et au Niger (cf « Sites et implantations mondiales »).

### Business groups«Amont»

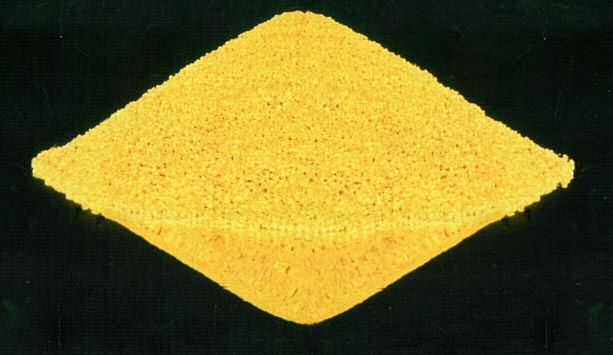
Concentré d'uranium en poudre (yellow cake).

Le business group « Amont » regroupe les activités situées en amont de la production électrique d’origine nucléaire : la conversion et l’enrichissement de l’uranium ainsi que la conception et la fabrication du combustible pour les réacteurs à eau légère. Il compte 8 555 salariés dans le monde et représente 24 % du chiffre d’affaires d'Areva. Il est dirigé par Guillaume Dureau.
Ce business group « Amont » est divisé en trois activités :
- l'activité de la chimie a pour principal métier la conversion de concentrés d'uranium naturel (yellow cake en provenance des mines) en hexafluorure d’uranium (UF6). Cette étape de conversion comprend le raffinage et la fluoration de l'uranium sur les sites français de Malvési et Pierrelatte. C'est un préalable incontournable au procédé d’enrichissement, dans la production de combustible nucléaire. Cette activité produit également (via la filiale Comurhex) différents produits fluorés utilisés dans l’industrie hors nucléaire ;
- l'enrichissement. L’hexafluorure d’uranium (UF6) ne contient que 0,7 % d’uranium 235 : l’enrichissement de l’uranium naturel consiste à concentrer cette teneur pour la faire s’élever entre 3 et 5 %. Jusqu’à juin 2012, deux procédés différents étaient utilisés pour l’enrichissement. Areva, qui utilisait jusque-là principalement la diffusion gazeuse, utilise la technologie de centrifugation dans sa nouvelle usine Georges-Besse II sur le site nucléaire du Tricastin. La mise en service de cette usine est réalisée par étapes : en 2011 se sont déroulés la mise en production de la première cascade de centrifugeuses de l’unité sud et la production des premières Unités de Travail de Séparation (UTS) commerciales. En mars 2013, l’unité nord de l’usine a été inaugurée[68]. À fin 2013, l’usine Georges Besse II, la capacité de production installée était de 5,5 MUTS, soit 74 % de la capacité nominale à atteindre en 2016. L’ancienne usine d’enrichissement Georges Besse d’Eurodif, qui utilisait la diffusion gazeuse, a cessé définitivement sa production en mai 2012. Un décret publié au Journal Officiel le 24 mai 2013, autorise l’usine Georges Besse sur le site du Tricastin à réaliser les opérations PRISME (Projet de Rinçage Intensif Suivi de la Mise à l’air d’EURODIF). Les opérations PRISME consistent à réduire la quantité de matières nucléaires résiduelles dans les installations de l’usine d’enrichissement Georges Besse, et donc de diminuer les impacts en matière de sécurité, sûreté, radioprotection, gestion des effluents et des déchets, pendant la phase ultérieure de démantèlement[69] ;
- la BU (business unit) Combustible réalise la dernière étape de la fabrication du combustible nucléaire : elle conçoit, fabrique et vend du combustible classique à l’oxyde d’uranium naturel enrichi, mais également du combustible MOX et du combustible URE (Uranium de retraitement), produit à partir du recyclage de combustibles usés. Ce combustible est destiné aux réacteurs nucléaires de type REP (Réacteurs à Eau sous Pression) ou REB (Réacteurs à Eau Bouillante). La business unit Combustible fabrique également les composants en zirconium nécessaires à la réalisation des assemblages – et vend certains de ces composants à des clients externes – et propose des services associés aux combustibles (ingénierie, maintenance des réacteurs).

### Business groups«Aval»

Schéma du retraitement du combustible nucléaire

Le business group « Aval » a représenté en 2012 environ 19 % du chiffre d’affaires d’Areva, soit 1 732 millions d’euros. Il est dirigé par Dominique Mockly.
En fin d'année 2012, il comptait 11 095 salariés. Ses activités concernent le traitement et le recyclage des combustibles usés, après utilisation dans les réacteurs :
- la « direction des Opérations de recyclage » récupère les matières valorisables (uranium et plutonium) des combustibles usés afin de les recycler sous forme de combustibles MOX ou d’UO2 dans les réacteurs nucléaires[réf. nécessaire] ;
- la « direction des Opérations internationales » valorise au niveau international les savoir-faire techniques et industriels développés dans les installations du BG Aval. Elle assure notamment la conception et la réalisation de nouvelles usines de recyclage dans le cadre de partenariats à l’international avec des pays qui souhaitent disposer de leur propre outil industriel[réf. nécessaire] ;
- la « direction des Opérations de démantèlement et de service (France) » organise l’assainissement d’équipements et d’installations et pilote le démantèlement de sites à l’arrêt[réf. nécessaire] ;
- la « direction des Opérations de logistique nucléaire » conçoit et fabrique les emballages pour le transport et l’entreposage des matières nucléaires et organise leur transport[réf. nécessaire].

### Business groups«Réacteurs et services»
Le business group « Réacteurs et services » conçoit et fabrique des réacteurs nucléaires, de types REP (réacteur à eau pressurisée) et REB (réacteur à eau bouillante), destinés à des centrales de production d’électricité, mais aussi des réacteurs de propulsion navale et des réacteurs de recherche. Le business group propose également des produits et services nécessaires à la maintenance, à la modernisation, et au contrôle de tous les types de réacteurs nucléaires. Il compte près de 16 000 salariés et a généré 36 % du chiffre d’affaires d’Areva en 2013. Philippe Samama dirige les activités réacteurs et services du groupe Areva depuis juin 2014[réf. nécessaire].
Ce business group est principalement organisé autour de trois segments de marchés[réf. nécessaire] :
1. Nouvelles constructions : projets de construction de nouveaux réacteurs nucléaires ;
2. Bases installées : solutions et produits pour les parcs nucléaires existants et futurs dont la conception et la fabrication de systèmes de détection et de mesure de la radioactivité ;
3. Propulsion et Réacteurs de recherche : propulsion navale, réacteurs de recherche et systèmes vitaux de contrôles commande pour les transports.

C’est au sein de ce business group que sont conçus :
- les réacteurs nucléaires à eau légère de type REP (réacteur EPR et ATMEA1) et REB (réacteur Kerena), les principaux types de réacteurs actuellement utilisés dans le monde, ainsi que deux types de réacteurs dits de 3e génération, l'EPR et le SWR-1000 ;
- les composants pour les centrales nucléaires : cuves, générateurs de vapeur, pressuriseur, mécanismes de régulation de la réaction… ;
- les appareils de mesures nucléaires : systèmes de détection et de mesure de la radioactivité, de surveillance des installations nucléaires, de radioprotection, etc[réf. nécessaire].

#### Développement du réacteur EPR

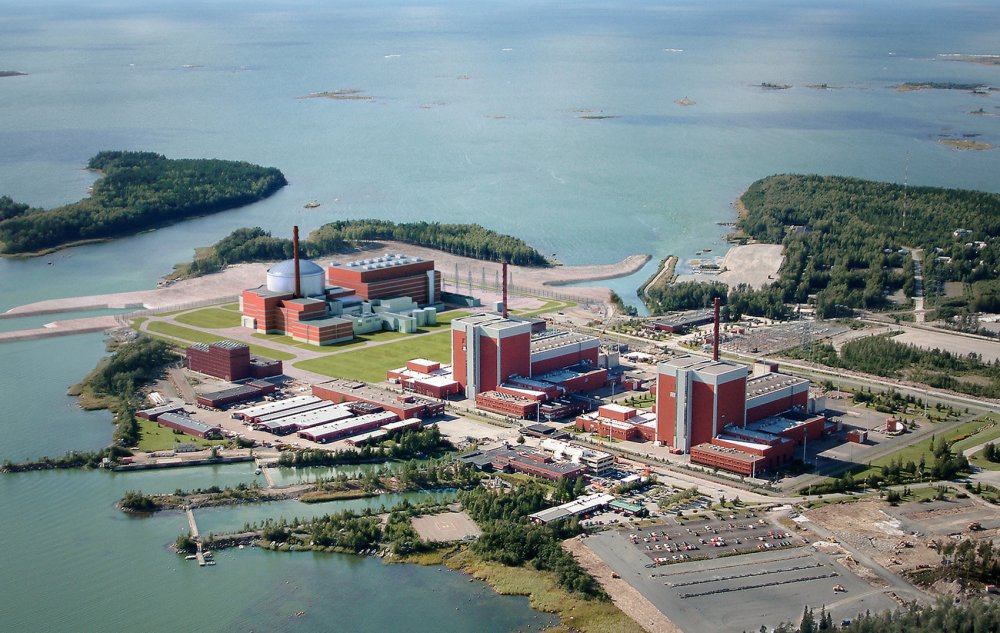
Centrale d'Olkiluoto en Finlande (réacteur EPR à gauche)

Au cours des années 1990, la co-entreprise franco-allemande NPI (Nuclear Power International), détenue à parts égales par Framatome SA et Siemens KWU développe un nouveau réacteur nucléaire de 3e génération : le réacteur EPR, d'une puissance 1 650 MWe.
L'absence de perspective de nouveau réacteur nucléaire en Allemagne entraîne un retrait progressif de Siemens dès 1999, qui fusionne ses activités nucléaires avec Framatome SA dans une nouvelle société nommée Framatome ANP (Advanced Nuclear Power) ; laquelle fusionne à son tour dans Areva, devenant Areva NP (Nuclear Power). En 2011, Siemens revend sa participation dans Areva NP à Areva pour 1,62 milliard €.
Le premier réacteur EPR est en cours de construction sur l'île d'Olkiluoto en Finlande. Sa mise en service, initialement prévue en 2009, a été une première fois reportée en 2012, puis fin 2013, puis en 2014, puis en 2018. Au 2 septembre 2018, ce réacteur comptabilise neuf ans de retard (date de livraison initialement prévue en 2009) et des provisions pour pertes liées à ce chantier de 3,9 milliards d'euros (vendu pour un montant de trois milliards d'euros). Le 20 août 2021, un nouveau report du calendrier a été annoncé par Areva S.A., avec une mise en service prévue pour juin 2022.
D'autres réacteurs EPR sont :
- en cours de construction à Flamanville en France (mise en service prévue au départ en 2012, désormais début 2024)[74] ;
- en cours de construction à Taishan en Chine (deux réacteurs en service depuis fin 2019, voire plus : jusqu'à six pourraient être construits)[75] ;
- en cours de construction à Hinkley Point au Royaume-Uni (deux réacteurs)[76].

### Business groups«Énergies renouvelables»
Le business group « Énergies renouvelables » a représenté en 2012 environ 6 % du chiffre d’affaires d’Areva. Il est dirigé par Louis-François Durret. Il employait, fin 2012, 1 493 collaborateurs. Le BG Énergies renouvelables est constitué des activités liées à l'éolien (notamment éolien offshore), aux bioénergies, à l'énergie solaire (solaire thermique à concentration) et à l'hydrogène comme vecteur énergétique et solution de stockage :
1. Éolien : Areva Wind (ex Multibrid) propose une turbine de 5 MW qui équipe le parc éolien offshore Alpha Ventus, au large de l’Allemagne[77]. Le groupe totalise 600 MW programmés dans les grands parcs en construction en Europe. Areva a signé un contrat avec Wetfeet Offshore Windenergy pour la fourniture de 80 turbines M5000 du parc éolien offshore Global Tech 1 pour un montant de plus de 800 millions d’euros, ainsi qu’un protocole d’accord pour la fourniture de 40 éoliennes pour le parc Borkum West II (200 MW), 2e phase du parc Alpha Ventus. Dans le cadre de l’appel d’offres pour l’éolien en mer en France, le gouvernement a attribué au consortium emmené par Iberdrola et EOLE-RES le développement du champ de Saint-Brieuc (Côtes-d'Armor). Areva construira 100 éoliennes de 5 MW chacune pour ce champ dont la mise en service est prévue entre 2017 et 2019[78]. En juillet 2014 Areva et Gamesa créent une coentreprise spécialisée dans les éoliennes en mer[79]. Areva compte profiter de la compétence de Gamesa en matière de gestion de la chaîne d'approvisionnement et des services, tandis que l'entreprise espagnole cherche un partenaire pour partager ses coûts de développement. Mi-juin 2016, Areva, en difficulté, a annoncé se retirer de l'éolien marin (Gamesa) dans les 3 mois en vendant la co-entreprise Adwen fondée avec l'espagnol Gamesa (à un tiers ou à Gamesa) mais les engagements au titre des appels d'offres sur l'éolien marin en France métropolitaine resteront portés par Adwen a précisé Areva[80] ;
2. Solaire : en 2010, Areva a acquis la société Ausra, Inc. (rebaptisée Areva Solar), aux États-Unis, spécialisée dans les solutions du solaire thermique de concentration à grande échelle pour la production d’électricité, l’injection de vapeur solaire dans les centrales et la production de vapeur pour des applications industrielles. Areva a d’importants projets en cours à l’international, par exemple en Australie (installation d’un générateur de vapeur solaire de 44 MWe, destiné à être une extension d’une centrale thermique au charbon). En 2012, Areva Solar a été sélectionné par le groupe indien Reliance Power Limited pour la construction en Inde d’une installation d’énergie solaire à concentration (CSP) de 250 MW, la plus grande d’Asie à ce jour[réf. nécessaire]. En août 2014, Areva annonce son souhait de se retirer de l'industrie solaire[81] ;
3. Bioénergies : cette activité consiste à concevoir et fournir clé en main des centrales à biomasse, c’est-à-dire valorisant des déchets d’origine végétale ou animale en les transformant en énergie. Areva compte 100 centrales bioénergies en service ou en cours de construction dans le monde[82]. Depuis mai 2011, Areva détient 100 % du capital de sa filiale Areva Koblitz, qui développe « des solutions intégrées de biomasse pour la production et la production mixte d'électricité » selon Areva [réf. nécessaire] ;
4. Hydrogène : l’hydrogène permet de produire une énergie propre (s'il est lui-même produit de façon propre) et de la gérer en fonction de la demande. Areva, via sa filiale Helion, développe une production d’hydrogène par électrolyse de l'eau et des piles à combustible. Helion participe à plusieurs programmes de recherche avec l’Agence Nationale pour la Recherche, des groupes industriels, des laboratoires de recherche français[83].

Areva cède en septembre 2016 ses éoliennes en mer à Gamesa, après avoir abandonné le solaire et la biomasse. Sa diversification ratée dans les énergies vertes, qui n'ont jamais dépassé 6 % du chiffre d’affaires, aura coûté 1,5 milliard d’euros et enterré l’ambition de créer une filière tricolore.

## Affaires politico-économiques, scandales et procès

### Condamnation pour entente illicite de 2007
Le 24 janvier 2007, la Commission européenne, représentée par la commissaire à la concurrence Nelly Kroes, condamne Areva ainsi que neuf autres entreprises opérant dans le secteur des appareillages de « Commutateur à isolation gazeuse » pour entente illicite (de 1988 à 2004), violant les règles des traités européens. Areva est condamnée à verser une amende de 53,5 millions d'euros au budget européen (somme pour laquelle Alstom est solidairement responsable pour la période pendant laquelle il était propriétaire de la filiale condamnée. Cette filiale ayant été rachetée par le groupe Areva vers la fin de l'infraction, en janvier 2004, les sociétés mères du groupe Areva partagent solidairement la responsabilité pour la durée de l'infraction après l'acquisition).

### Cuve de l'EPR de Flamanville défectueuse
Les réacteurs EPR sont confrontés à des difficultés de construction et à des études de conception non entièrement finalisées (comme les problèmes liés au système informatique de sûreté) : les deux premiers chantiers de ce réacteur, dirigés l'un par Areva en Finlande depuis 2005 et l'autre par EDF à Flamanville (France) depuis 2007, rencontrent des retards (cinq à neuf ans à ce jour) et des surcoûts : près de 9 milliards au lieu des 3 milliards annoncés au départ.
En avril 2015, l'Autorité de sûreté nucléaire révèle que les cuves de trois réacteurs EPR, forgées par Areva, présentent de sérieuses faiblesses pouvant entrainer l'interdiction de leur utilisation, ce qui serait catastrophique sur le plan industriel et financier. En effet, les cuves sont déjà installées dans les réacteurs en construction et leur retrait exigerait de détruire en partie les réacteurs. Il faudrait aussi fabriquer de nouvelles cuves. Les cuves concernées sont celles de l'EPR de Flamanville et des deux EPR chinois : la seule cuve correctement réalisée, celle de l'EPR finlandais, a été sous-traitée par Areva au japonais Mitsubishi. De nouvelles études sont lancées afin de déterminer la gravité exacte des malfaçons et de pouvoir trancher sur l'utilisation ou non des cuves.

### Affaire Maureen Kearney
En décembre 2012, Maureen Kearney, syndicaliste CFDT et secrétaire du comité de groupe européen d'Areva, dénonce un accord secret signé entre EDF, Areva et la CGNPC (opérateur nucléaire chinois). Cet accord autoriserait des transferts de technologies nucléaires de la France vers la Chine, et menacerait l'avenir d'Areva.
Avec toute l'intersyndicale d'Areva, elle mène l'opposition à cet accord, alerte politiques et médias, et obtient que le ministre de l'économie Arnaud Montebourg commande une enquête à l'Inspection des finances, puis obtient un rendez-vous auprès du président François Hollande.
Elle est victime le 17 décembre 2012 dans sa maison d'un viol avec un manche de couteau, ligotée à une chaise, bâillonnée, et victime d'actes de barbarie et de menaces, avec un « A » scarifié sur le ventre. Les prélèvements ADN effectués sur la scène de crime disparaissent, ainsi que les relevés d'appels téléphoniques prouvant les menaces téléphoniques dont elle venait également d'être victime. Mise en garde à vue sans motif, menacée et prévenue sur le fait que son mari aurait témoigné contre elle, la syndicaliste avoue sous la pression « avoir inventé son agression », puis se rétracte rapidement. Elle n'obtient pas de rendez-vous avec la juge d'instruction et se voit condamnée en première instance.
Avec l'aide du syndicat CFDT, elle change d'avocat et décide de faire appel. Ensemble, ils retrouvent la trace des relevés d'appels téléphoniques et obtiennent la preuve que les prélèvements ADN effectués sur la scène de crime ne sont toujours pas disponibles. Ils prouvent aussi que la provenance de ses empreintes digitales n'étaient pas ses liens (contrairement aux affirmations erronées des enquêteurs) ; et qu'il lui était impossible de se ligoter elle-même compte tenu d'une rupture ligamentaire à l'épaule droite (Maureen Kearney étant droitière). En 2018, la cour d'appel l'acquitte et dénonce l'erreur judiciaire précédente ainsi que les multiples manquements des enquêteurs. Un article de Libération évoque alors "l'accord de coopération secret paraphé le 19 octobre par le PDG d'Areva, Luc Oursel, celui d'EDF, Henri Proglio, et leur homologue chinois de CGNPC, sur la conception d'un nouveau réacteur". Ce texte serait « tellement confidentiel que sa signature, dévoilée quatre jours plus tard par le quotidien économique Les Echos, n'avait fait l'objet d'aucune annonce officielle ». Les syndicalistes d'Areva redouteraient le transfert de technologies, - mais aussi de charges de travail industrielles - de la France vers la Chine car « les précédentes versions de l'accord, dévoilées par la presse, étaient très défavorables à Areva ».
Le 20 novembre 2012, le comité de groupe européen (CGE) vote à l'unanimité une résolution demandant le texte de cet accord, et menace en cas de refus d'assigner la direction d'Areva en référé pour «délit d'entrave» devant le tribunal de grande instance de Paris. « Il y avait une ambiance d'intimidation envers elle de la part de la direction d'Areva, en particulier une volonté de l'isoler » vis-à-vis de ses collègues, révèle l'avocat du comité de groupe européen, Rachid Brihi. Selon Areva, le journal a laissé entendre par « des raccourcis et des parallèles douteux qu'Areva pourrait avoir une quelconque responsabilité dans l'agression de l'une de ses salariés ».
Le film La Syndicaliste de Jean-Paul Salomé sorti au cinéma en mars 2023, et adapté du livre-enquête de Caroline Michel-Aguirre (chef du service investigation à L'Obs), raconte l'histoire de l'affaire Maureen Kearney. Son rôle est interprété par Isabelle Huppert. À la suite de la sortie du film, Clémentine Autain (députée de La France insoumise) ainsi que d'autres députés signataires, relancent les interrogations sur ce qui leur semble être un scandale d'État. Ils demandent « la création d'une commission d'enquête parlementaire relative à « l'affaire Maureen Kearney » et ses implications en matière  de fonctionnement de nos institutions, de nos principes démocratiques et de notre souveraineté industrielle »,.

### Accusations de corruption au Niger et procès perdu
Le 11 décembre 2012, l'Observatoire du nucléaire accuse Areva de corruption. Le 19 décembre 2012, s'estimant diffamée, Areva l'assigne en justice. L'audience du 1er février 2013 au Tribunal de Grande Instance (TGI) de Paris a fixé au 20 décembre 2013 la tenue du procès. Le 7 février 2014, le Tribunal correctionnel de Paris a condamné Stéphane Lhomme, président de l'Observatoire du nucléaire, pour diffamation et a ordonné le retrait des propos litigieux du site internet de l'Observatoire. Stéphane Lhomme fait appel de ce jugement et, le 21 janvier 2015, Areva est finalement déboutée par la Cour d'appel de Paris.
Le 24 novembre 2020, le parquet national financier annonce l'ouverture d'une information judiciaire pour « corruption d'agent public étranger, corruption privée, association de malfaiteurs, abus de biens sociaux, abus de confiance et blanchiment en bande organisée de ces délits » visant la multinationale française dans l'affaire de courtage d'uranium nigérien, appelée Uraniumgate, qui a eu lieu en 2011. Cette affaire a causé d'importantes pertes pour Areva.

### Affaire UraMin
L'« affaire UraMin » est un scandale politico-financier causé par le rachat par Areva de l'entreprise UraMin en 2007 pour 1,8 milliard d'euros, dont de nombreux gisements se révèleront inexploitable en 2008. Ce scandale financier qui implique des entrepreneurs et responsables politiques français, canadiens et africains est révélé par la presse au début des années 2010. Les services de renseignement, l'Assemblée nationale, la Cour des comptes et la justice française enquêtent sur différents volets du dossier. Peu à peu, les révélations d’espionnage, de corruption, de fraude, et de conflits d’intérêts s'accumulent dans la presse.
Pertes incluses, Uramin coûte plus de 3 milliards d'euros à Areva. Sa présidente, Anne Lauvergeon, est limogée en 2011 l'année suivant par le président Nicolas Sarkozy.

### Mise en examen d'Anne Lauvergeon (PDG d'Areva de 2001 à 2011)
Anne Lauvergeon est mise en examen pour présentation et publication de comptes inexacts et diffusion de fausses informations en mai 2016, les provisions pour constater la perte de valeur d'Uramin n'ayant été passées que très tardivement. En octobre 2016, Alain-Pierre Raynaud (ancien directeur financier d'Areva) est également mis en examen dans la même affaire pour « complicité de présentation et publication de comptes inexacts et diffusion de fausses informations ».
En juin 2019, Anne Lauvergeon et Sébastien de Montessus (ancien directeur des activités minières d'Areva) sont mis en examen pour entrave aux missions des commissaires aux comptes.

## Sites et implantations mondiales
En 2004, Areva contrôlait environ 250 filiales. Fin 2014, Areva et ses nombreuses filiales employaient alors 41 847 personnes dont environ 75 % en Europe, 13 % en Afrique et 12 % en Amérique. L'entreprise était présente au niveau industriel dans 43 pays et possède un réseau commercial dans 100 pays.[réf. nécessaire]
En 2012, elle était le quatrième groupe mondial d'enrichissement de l'uranium, derrière le russe Rosatom (Tenex), les américains Urenco et Usec mais devant le chinois CNNC. Areva a par ailleurs été ébranlée par plusieurs affaires dont le scandale politico-financier d'UraMin.
Jusqu’à sa restructuration lancée en 2016, le groupe Areva, dont le siège social était situé à La Défense, est présent en Europe, Afrique, Amérique et Asie, à travers de nombreux sites. Cette partie décrit les implantations du groupe avant sa restructuration, ainsi que la création d'Orano.
Areva exerce ses activités sur 45 sites industriels principaux :
- 33 sites en Europe, dont 25 en France ;
- 8 sites en Amérique ;
- 1 site en Asie ;
- 3 sites en Afrique (deux au Niger, un en Namibie).

La répartition des implantations est très variable selon les activités. Les activités minières sont réparties au Niger, au Canada et au Kazakhstan pour l’exploitation mais aussi dans d’autres pays pour l’exploration et les projets (Australie, Namibie, Mongolie…). Les business units « Chimie et enrichissement », ainsi que Traitement, Recyclage ou Assainissement sont implantées uniquement en France, la business unit Combustible en France, mais également en Europe hors France et aux États-Unis.

### En Europe
Areva réalise en Europe 62,4 % de son chiffre d’affaires et y emploie 79,2 % de ses effectifs. Le groupe est très présent en France, son pays d’origine, mais aussi, via des sites industriels ou des bureaux de représentation, en Allemagne, en Belgique, au Royaume-Uni, en Suède, en Finlande, en Espagne, aux Pays-Bas ou encore en Slovaquie.

#### En France
Areva réalise en France 40,5 % de son chiffre d’affaires et y emploie 64,8 % de ses effectifs.
Outre son siège social à Paris, Areva compte en France une trentaine de sites industriels en exploitation dans l'hexagone.
Le groupe intervient sur l’ensemble des activités du cycle du combustible nucléaire :
- dans l’amont avec la conversion et l’enrichissement de l’uranium, grâce aux usines Comurhex II (conversion d’uranium naturel) et Georges Besse II (enrichissement de l’uranium) sur le site du Tricastin ;
- dans l’aval avec le recyclage des combustibles usés sur le site de la Hague, la fabrication de combustibles, dont des combustibles MOX (mélange oxydes d’uranium et de plutonium) mais également le démantèlement et la valorisation des sites ;
- dans la conception et la construction de réacteurs nucléaires.

En France, dans le domaine du nucléaire, EDF est le principal client d’Areva. Areva a signé en 2012 un contrat avec EDF, pour la fourniture de plus de 30 000 tonnes d’uranium naturel sur la période 2014-2035. Le groupe, en 2012, fournit à EDF près de 40 % des besoins annuels en uranium naturel.
Dans le domaine des réacteurs, Areva a investi pour augmenter sa capacité de production de pièces forgées nucléaires en France, en particulier sur les sites de Chalon/Saint-Marcel et du Creusot. Grâce à ces investissements, Areva souhaite fabriquer à terme 100 % des pièces nécessaires à la fabrication d'un réacteur EPR au Creusot, au lieu de 80 %. L’usine du Creusot fabrique la chaudière nucléaire de l'EPR de la Centrale nucléaire de Flamanville, et prévoit de fabriquer la chaudière et les générateurs de vapeurs de la Centrale nucléaire de Hinkley Point en Angleterre,.
Dans les activités de l’Aval, Areva a signé avec EDF un contrat de partenariat sur la période 2008-2040 pour la gestion des combustibles usés. Le retraitement des combustibles est réalisé dans l'Usine de retraitement de la Hague (Manche) et à Melox Marcoule (Gard).
Areva fournit également à EDF des services de maintenance et d’exploitation. En novembre 2013, Areva a ainsi remporté un contrat d’assistance d’une durée de 5 ans (plus 2 ans supplémentaires optionnels), portant sur 8 réacteurs nucléaires du parc EDF, dans les centrales de Chinon, Nogent et Belleville.
Dans le domaine des énergies renouvelables, Areva est un acteur important dans le domaine de l’hydrogène-énergie. Sa filiale Areva Stockage d’énergie (auparavant « Helion »), basée à Aix-en-Provence, conçoit et fabrique des générateurs d’hydrogène et des piles à combustible. Elle est associée à de nombreux programmes de R&D et projets pilotes,,, de l’Agence nationale de la recherche française, d’OSEO… Areva Stockage d’énergie propose également une plateforme didactique aux universités et aux centres de recherche.
Areva et Entrepose Projets (filiale d’Entrepose Contracting et Fouré Lagadec) ont signé en octobre 2010 un accord industriel visant à la fabrication des mâts des éoliennes en mer d’Areva destinées à équiper les futurs champs en France et au sud du Royaume-Uni.
En octobre 2017, New Areva annonce la signature d’un contrat pour le conditionnement de déchets entreposés sur le site de Marcoule.
En décembre 2017, New Areva annonce avoir signé trois contrats d’une valeur totale de près de 9 millions d’euros pour le traitement et la gestion de déchets radioactifs sur différents sites du CEA. Le premier contrat concerne le traitement sur le site du CEA à Fontenay-aux-Roses de déchets liquides de nature chimique et d'intensité radiologique variées. Le second contrat de 5 ans concerne le renouvellement du contrat d'exploitation de la station de traitement de déchets (STD) du site de Cadarache. Le troisième concerne le maintien en conditions sûres de l'ancienne station de traitement des effluents (STE) de Cadarache, ceci pour 40 mois.

##### Fuite d'uranium au Tricastin
Le 26 novembre 2013, à la suite du rejet de la Cour de cassation, Areva-Socatri a été définitivement condamnée pour pollution des eaux à la suite de l'importante fuite d'uranium survenue en juillet 2008 à l'usine Socatri sur le Site nucléaire du Tricastin.

##### Pollution à l'américium et au plutonium à La Hague
L'Association pour le contrôle de la radioactivité dans l'Ouest (ACRO) relève en octobre 2016 une pollution radioactive liée à la présence d'américium-241 près de l'usine Areva de La Hague. Cette pollution est confirmée par l'entreprise en janvier 2017. L'analyse des échantillons par l'Institut de radiophysique du centre hospitalier universitaire de Lausanne révèle également une pollution au plutonium. Areva exclut « un risque sanitaire pour l'homme ».

##### Projet ITER
Le projet de réacteur de fusion Tokamak ITER a pour investisseurs de nombreux pays et de nombreuses organisation administrative du Rhône . Le projet est situé sur le centre de Cadarache (CEA) dans la commune de Saint-Paul-lez-Durance. Areva est chargé de la fabrication du prototype de la paroi interne en béryllium en contact avec la fusion du deutérium. Le projet ITER est critiqué pour ses dérapages de calendrier et de budget, l'estimation de son coût ayant été multipliée par quatre en dix ans.

#### En Allemagne
En Allemagne Areva emploie quelque 5 350 personnes, sur 8 sites, dans les secteurs du nucléaire et des énergies renouvelables.
Le groupe est présent à travers la structure Areva NP Gmbh et ses filiales :
1. Advanced Nuclear Fuel GmbH (ANF), fabricant d'assemblages de combustible pour les réacteurs REP et REB ;
2. IntelligeNDT, spécialiste des contrôles pour les réacteurs REP et REB ;
3. Urangesellschaft Mbh spécialisé dans le négoce de minerai d'uranium sur les marchés internationaux[123].

En 2013, Areva a signé plusieurs contrats en Allemagne, d’un montant total supérieur à 200 millions d’euros, pour la fourniture d’emballages permettant le stockage de combustibles usés.
Dans le domaine des énergies renouvelables, Areva a créé en Allemagne :
1. Areva Wind, concepteur et fabricant de turbines pour éoliennes offshores ;
2. Areva Blades GmbH, fabricant de pales pour éoliennes offshores ;
3. Areva Renewables GmbH, un centre de compétences14 sur les bioénergies.

À la suite de Fukushima, l’Allemagne a annoncé la fermeture des 8 centrales les plus âgées, et une sortie complète du nucléaire en 2022, pour passer à 80 % d’électricité d’origine renouvelable.
Areva a rebondi rapidement en :
- développant des activités à l’exportation ;
- créant un centre de compétences du démantèlement des installations nucléaires ;
- développant fortement ses activités dans les énergies renouvelables, et en particulier l’éolien offshore[127].

Ainsi Areva fournit les éoliennes offshore pour le parc éolien Alpha Ventus, mais également en mer du Nord les parcs éoliens de Trianel Windpark Borkum et Global Tech : le groupe a démarré en septembre 2013 le montage de 40 turbines M5000 pour le premier et de 80 pour le second,. Areva a également étendu en Allemagne ses activités de stockage d’hydrogène-énergie, avec un 1er gros contrat signé en novembre 2013.

#### En Belgique
En Belgique l’usine de FBFC, filiale d’Areva, située à Dessel, réalise le montage :
- des assemblages de combustibles pour réacteurs à eau sous pression mais aussi à eau bouillante ;
- des assemblages de combustibles MOX pour les réacteurs à eau sous pression et à eau bouillant.

FBFC Dessel fabrique également :
- des pastilles avec l'oxyde de gadolinium mélangé à la poudre d'oxyde d'uranium ;
- des crayons ;
- des bouchons et ressorts.

#### En Finlande
Areva construit en Finlande, avec l'électricien finlandais Teollisuuden Voima Oy (TVO), le 5e réacteur nucléaire finlandais : Olkiluoto 3. Ce réacteur EPR fera de la Finlande le 1er pays européen à exploiter un réacteur de Génération III+.

#### Au Royaume-Uni
Areva est présent depuis plus de 30 ans au Royaume-Uni, où le groupe fournit de nombreux services nucléaires.
Ainsi, Areva participe, au sein du consortium NMP (Nuclear Management Partners, co-entreprise associant URS, AMEC et Areva), à la gestion et à l’exploitation du site de Sellafield, le plus important site nucléaire du Royaume-Uni. Le contrat de gestion a été prolongé, fin 2013, pour 5 années supplémentaires. Areva apporte son expertise dans différents domaines comme l’exploitation, l’ingénierie et le démantèlement.
Après la validation de la conception du réacteur EPR par les autorités de sûreté nucléaire britanniques, Areva a rejoint le consortium composé d'EDF et China General Nuclear Power et sélectionné en octobre 2013 pour construire deux réacteurs EPR (projet d'Hinkley Point). En octobre 2013, Londres a confirmé la construction de 2 EPR au Royaume-Uni.
Areva a également fortement accru sa présence au Royaume-Uni dans le domaine de l’éolien offshore. Le groupe a annoncé fin 2012 la création d’une usine en Écosse, qui devrait être opérationnelle en 2015 pour produire des turbines de 5 MW pour les projets offshores du Royaume-Uni.

#### En Suède
L’énergie nucléaire représente plus de 40 % de la production énergétique suédoise. Le gouvernement travaille sur un projet destiné à étendre la capacité nucléaire du pays. En janvier 2007, Areva a remporté deux contrats portant sur la modernisation de la tranche 2 de la centrale d'Oskarshamn et l'extension de la durée de vie de la tranche 4 de la centrale de Ringhals. Ces deux contrats représentaient un montant total de 400 millions d'euros.

#### En Ukraine
Areva fournit des services et du combustible nucléaire pour les réacteurs des 4 centrales nucléaires ukrainiennes. Areva est également intervenue pendant 4 ans sur démantèlement de la centrale nucléaire de Tchernobyl accidentée en 1986, puis elle en a été définitivement écartée.

### En Amérique
Areva réalise en Amérique 20 % de son chiffre d’affaires et y compte 12 % de ses effectifs. Il est présent aux États-Unis, au Canada et au Brésil.

#### Aux États-Unis
La société américaine Canberra, leader mondial[réf. nécessaire] pour des prestations de mesure nucléaire pour la sûreté et la sécurité (produits de détection de matériels radioactifs, équipements spécialisés pour les laboratoires et usines du cycle nucléaire, prestations pour la surveillance de la contamination des matériaux et de l'environnement…) était une filiale d’Areva jusqu'en 2016.
Le 8 août 2005, les États-Unis ont adopté l’Energy Policy Act (loi sur l’énergie), qui inclut notamment un certain nombre de mesures pour encourager les électriciens à construire de nouveaux réacteurs. Areva espère profiter de cette tentative de relance du programme nucléaire américain pour promouvoir sa technologie, et en particulier son réacteur EPR[réf. nécessaire].
Dans le domaine des réacteurs, en 2005, Areva et Constellation Energy, l’un des principaux électriciens américains, ont créé la coentreprise Unistar Nuclear, qui a pour mission de promouvoir et commercialiser la technologie du réacteur EPR aux États-Unis. En 2006, Unistar a annoncé un accord entre Areva et BWX Technologies, acteur américain de l'industrie nucléaire, pour la fabrication de composants pour le réacteur EPR américain. Des électriciens américains, comme Ameren ou Fresno, ont alors exprimé leur intérêt pour la construction du réacteur EPR. Areva déposé le 11 décembre 2007 un dossier de certification du réacteur EPR, auprès de l'autorité de Sûreté américaine (NRC, National Regulatory Commission). En octobre 2013, la NRC a conclu à la pleine conformité du réacteur avec les exigences fédérales face au risque de chute d’avion. C'est la première fois qu'une évaluation de ce type ne fait l'objet d'aucune demande d'examen complémentaire.
Fin 2007, la technologie EPR semblait être choisie par plusieurs électriciens, sept projets étaient annoncés par Areva, dont :
1. Constellation : Calvert Cliffs (Maryland) et Nine Mile Point (New York) ;
2. Amarillo power : Amarillo (Texas) (deux unités) ;
3. Ameren : Callaway (Missouri) ;
4. AEHI (Alternate Energy Holding) : Bruneau (Idaho) ;
5. PP&L : Susquehanna (Pennsylvanie).

Un 8e projet était annoncé par Duke Energy à Piketon dans l’Ohio en 2009. Tous ces projets ont depuis été annulés ou reportés sine die.
Dans le domaine du recyclage des combustibles usés, l'alliance INRA (International Nuclear Recycling Alliance), conduite par Areva et Mitsubishi Heavy Industries, a signé un contrat avec le Department of Energy (DOE) pour étudier le développement aux États-Unis d'une usine de traitement des combustibles nucléaires usés, et d'un réacteur de génération avancée pour les recycler. Ce contrat s'inscrit dans le cadre du programme Global Nuclear Energy Partnership (GNEP), aujourd’hui appelé International Framework for Nuclear Energy Cooperation (IFNEC) et dont la France est un des membres.
En 2008, Areva avait annoncé un projet d’une nouvelle usine américaine d’enrichissement de l’uranium sur le site d’Eagle Rock (Idaho). Les travaux de la future usine auraient dû débuter en 2011, sous réserve de l’obtention des permis nécessaires. Depuis 2011, le projet est reporté « sine die ».
En 2011, Areva a été choisi comme principal partenaire de Tennessee Valley pour achever la construction de la centrale de Bellefonte 1, (Alabama). Mais face à l’intensification de l’exploitation du gaz de schiste, le projet a été à nouveau suspendu.
En 2012, Areva a signé plusieurs contrats significatifs dans le domaine du combustible :
- signature d'un contrat de 500 millions de dollars avec l’électricien américain Xcel Energy. Il comprend la fourniture d’uranium, la conversion, l’enrichissement, la conception et la fabrication du combustible ainsi que les services d’ingénierie associés, destinés à la centrale nucléaire de Monticello (Minnesota). Le contrat porte sur l’approvisionnement de l’électricien en uranium enrichi et en combustible jusqu’en 2025[146] ;
- prolongation, par FirstEnergy Nuclear Operating Company, filiale de FirstEnergy Corp. basée à Akron (Ohio), du contrat conclu avec Areva en 2006, afin que le groupe continue à l’approvisionner en combustible pour la centrale nucléaire de Davis-Besse. Le groupe fournira six lots d’assemblages de combustible et les services d’ingénierie associés à compter de 2014[147].

Dans le domaine des énergies renouvelables :
- en septembre 2008 Areva et Duke Energy ont créé ADAGE, une coentreprise pour développer des centrales biomasse aux États-Unis[148] ;
- en février 2010 Areva a annoncé l’acquisition de la société Ausra (basée à Mountain View en Californie)[149]. Cette société vend des prestations de production d’électricité et de vapeur par concentration de l’énergie solaire ;
- en avril 2010, Areva et Fresno Nuclear Energy Group, LLC (FNEG) ont annoncé la signature d’un contrat portant sur la première phase du développement d’un parc d’énergies sans CO2 (ou Clean Energy Park) dans la région de Fresno (Californie)[150]. Ce projet associera le nucléaire et les énergies renouvelables pour produire de l’électricité. La 1re phase prévoit la construction d’une centrale solaire à concentration, destinée à alimenter en électricité une usine de traitement des eaux usées. Le contrat signé porte sur les études de faisabilité du projet ;
- en janvier 2012, Areva Solar s’est associé à Tucson Electric Power (TEP) pour un projet d’extension solaire sur la centrale H. Wilson Sundt de TEP, située à Tucson, en Arizona. Ce projet utilisera les générateurs de vapeur solaire d'Areva Solar et permettra de produire jusqu'à cinq mégawatts (MW) d'électricité pendant les périodes de pointe sans émission de dioxyde de carbone (CO2)[151].

En avril 2017, Areva Nuclear Materials et NorthStar annoncent la création de leur joint-venture ADP (Accelerated Decommissioning Partners), qui associe toutes les compétences nécessaires (dans les domaines du management, de la régulation, de l’expertise technique et financière) pour mener à bien des projets d’assainissement-démantèlement d’installations nucléaires aux États-Unis. Ils prennent ainsi en charge en juillet 2017 le programme d’assainissement et de démantèlement de la cuve du réacteur à eau bouillante de la centrale de Vermont Yanke.

#### Au Canada
Areva est présent au Canada via sa filiale Areva Resources Canada Inc., spécialisée dans l’exploration et l’exploitation de gisements d'uranium. Cette filiale exploite la mine d'uranium de McClean Lake, dont l’usine de traitement du minerai en cours d’extension sera remise en service en 2014[réf. nécessaire]. Areva est également partenaire de Cameco Corp dans l’exploitation de deux autres mines, McArthur River et Cigar Lake. Ces deux sites sont considérés comme détenant les plus importants gisements à forte teneur au monde (entre 150 et 200 kg d’uranium par tonne de minerai extrait)[réf. nécessaire]. Une inondation à lieu en octobre 2006 de la mine de Cigar Lake.
Grâce à l’agrandissement de l’usine de McClean Lake, qui a fait l’objet d’un investissement de 107 millions d’euros en 2011, Areva peut traiter l’uranium extrait de Cigar Lake, situé à une quinzaine de kilomètres.
Areva Resources Canada a réalisé une 1re procédure complète de réaménagement et de déclassement d'un site minier après épuisement des réserves : l’ancien site minier de Cluff Lake, démantelé et réhabilité, a été entièrement replanté.
Areva réalise également de nombreuses explorations, afin de diversifier ses réserves, dans différentes régions canadiennes à fort potentiel uranifère : dans la Saskatchewan et au Nunavut. Certains gisements sont en phase de développement (Kiggavik, Shea Creek,, Midwest). D'après le Réseau Sortir du nucléaire, le projet au Nunavut menace l'écosystème fragilisé par le changement climatique et les conditions de vie des Inuits. Le projet Kiggavik a reçu un avis défavorable d'une commission canadienne en raison des incertitudes sur le calendrier.
Dans le domaine du cycle du combustible nucléaire, incluant la conception et la construction de réacteurs, Areva Canada Ltd propose à ses clients des services d'ingénierie, de maintenance et de modernisation des centrales existantes.[réf. nécessaire]
En 2009, Areva Canada signe un contrat avec l’électricien Hydro-Québec pour la réfection du système d’aération de l’enceinte de la centrale nucléaire de Gentilly-2. Il s’agit du 2e système de ce type déployé par Areva sur un réacteur de type CANDU.
Les projets d’ingénierie portent aussi sur des modifications de conception électrique et mécanique ainsi que sur l’optimisation de l’exploitation des centrales.[réf. nécessaire]
Pour renforcer sa présence dans le pays, Areva a signé un accord de coopération en 2011 avec Cegertec, société d’ingénierie locale spécialisée dans les secteurs de l’énergie et des mines.
En février 2011, la coentreprise entre Areva et Mitsubishi Heavy Industries Ltd a soumis la conception son réacteur ATMEA1 à la révision d'avant-projet réalisée par la Commission canadienne de sûreté nucléaire (CNSC). La certification de l’ATMEA 1 a franchi une 1re étape en 2013 avec la validation par la CNSC des objectifs et options globales de sûreté du réacteur.

#### Au Brésil
Areva est présent au Brésil depuis plus de 10 ans[Quand ?]. Son siège se situe à Rio de Janeiro et emploie 6 personnes. Areva apporte son expertise dans le domaine du nucléaire et des énergies renouvelables. Areva emploie plus de 300 personnes sur ses sites de Rio de Janeiro, Angra dos Reis, Recife Maceio et Sao Paulo[réf. nécessaire].
Début 2010, INB (Industrias Nucleares do Brasil) et Areva ont signé un contrat pour la fourniture de service de conversion, permettant d’alimenter en combustible le complexe nucléaire brésilien Angra pour les 5 prochaines années (les unités 1 et 2 et prochainement l’unité 3).
Dans l'unique Centrale nucléaire d'Angra du Brésil, Areva a également participé à la construction d’Angra 2 et a fourni une grande partie des équipements pour le réacteur Angra 3 (1 394 MW), toujours en construction[réf. nécessaire].
En novembre 2013, Areva a annoncé la signature d'un accord avec son partenaire local Electronuclear, filiale du groupe public Electrobras, pour achever la construction du troisième réacteur de la centrale d'Angra, à 150 km au sud de Rio de Janeiro. Le contrat s'élève à 1,25 milliard d'euros. Areva fournira des services d’ingénierie, les composants, ainsi que le système de contrôle-commande numérique de la centrale. Le groupe apportera également son assistance dans la supervision des travaux d’installation et des essais de mise en service. Ce contrat, qui témoigne du savoir-faire d’Areva en matière de construction de réacteurs, de conception et de fabrication d’équipements nucléaires et de système de contrôle-commande, portera à 103 le nombre de réacteurs nucléaires construits par le groupe dans le monde[réf. nécessaire].
En janvier 2008, Areva a racheté Koblitz, (Areva Renewable Brazil). Le cœur de métier de la société brésilienne porte sur la fourniture de prestations clés en main pour la réalisation de centrales biomasse et hydro-électriques de faible puissance[réf. nécessaire].
En 2009, Areva Koblitz a signé un contrat de 220 M€ avec Bertin Group, spécialisé dans la transformation de la viande et l’industrie sucrière, prévoyant la construction de 11 centrales à biomasse. Fin 2004 et mi-2005, Areva avait déjà obtenu des contrats pour l'implantation de 3 centrales biomasse dans l'état du Parana. Areva possède actuellement 40 % de l’activité biomasse, soit quelque 600 millions de tonnes de bagasse[réf. nécessaire].
En 2010, Areva et le groupe Bolognesi Participacoes, à travers sa filiale brésilienne Hidrotérmica, un producteur d’électricité indépendant, ont signé un accord cadre portant sur la modernisation des unités de cogénération dans 10 usines de canne à sucre, principalement implantées dans le nord-est du Brésil. Selon les termes de l’accord, Areva Koblitz fournira des services clés-en-main aux installations en question, cumulant une puissance totale de 330 MW destinée au réseau brésilien[réf. nécessaire].
En 2012, Areva et Technip ont signé un memorandum d’entente pour travailler sur des solutions de solaire thermique à concentration (CSP) pour l’industrie du gaz et du pétrole[réf. nécessaire].

### En Afrique
Areva est présent en Afrique depuis plus de 50 ans, essentiellement au Niger, au Gabon et en Namibie. Areva acquiert UraMin en 2007, renommée Areva Resources Southern Africa. Cette société est la représentante des activités d'extraction de l'uranium en Afrique, à l’exception du Niger et du Gabon.

#### La politique d’Areva en Afrique
Selon l'association Survie, Areva se procure l'uranium en Afrique à bas coût, au prix d'ingérences politiques et de conséquences environnementales, sanitaires et sociales catastrophiques pour les populations locales.
Les activités minières d’Areva sont en fait conduites avec l’accord des gouvernements, dans le cadre des standards internationaux. Areva a par ailleurs mis en place une politique environnementale et sociale responsable. La gestion durable de l’environnement vise à limiter l’impact des activités du groupe à un niveau aussi faible que raisonnablement possible (principe ALARA : As Low As Reasonably Achievable). Les mines en exploitation respectent la norme internationale ISO 14001 reconnaissant une gestion durable de l’environnement, au Niger mais également dans les autres pays. En ce qui concerne la sécurité et la santé au travail, les mines en exploitation en Afrique respectent par exemple la norme OHSAS 18001.
En 2012, Areva s'est fixé pour objectif d’avoir une exposition inférieure à 16 mSv par an, sachant que la Commission internationale de protection radiologique (CIPR) et la directive Euratom 96/29 fixent l'exposition maximale d'un salarié à 20 mSv par an en moyenne sur cinq ans, sans dépasser 50 mSv au cours d'une même année. Concernant les populations riveraines, la limite annuelle est fixée à 1 mSv ajouté au fond radiologique naturel. Cette limite est respectée autour des mines d’Arlit et Akouta au Niger et de l’ancienne mine d'uranium de Mounana au Gabon. Areva soutient également des projets d’aide à la population. Plus de 25 millions d’euros ont ainsi été consacrés en six ans à des actions de développement communautaire au Niger (éducation, accès aux soins, développement socio-économique local…).

#### Au Gabon
Areva est présent au Gabon depuis la fin des années 1950 et est l’actionnaire principal de la Compagnie des Mines d’Uranium de Franceville (Comuf). Par ailleurs, le groupe détient à 100 % la filiale Areva Gabon. Les activités d’Areva dans le pays concernant essentiellement l’exploitation minière et le réaménagement de sites.
L’exploitation d’uranium par le groupe français Areva au Gabon est « controversée ». Les conséquences de cette exploitation à Mounana, depuis la cessation des activités d’Areva en 1999, sont vécues comme un traumatisme avant tout social, mais aussi environnemental et sanitaire. Le site de Mounana a été réaménagé de 1999 à 2004. Ces réaménagements ont fait l’objet de contrôles de la part de l’AIEA.
Areva a repris fin 2008 des activités de prospection d’uranium dans le bassin du Francevillien. Titulaire de 4 permis de recherche minière dans le Haut-Ogooué, Areva Gabon a d’ores et déjà investi plusieurs millions d’euros dans des travaux d’exploration répartis sur une surface totale de près de 8 000 km2[réf. nécessaire].

#### Au Niger
La société opère au Niger à travers la société Areva NC Niger, filiale à 100 % d’Areva NC, qui coordonne les filiales du groupe, coentreprise entre la société française Areva NC et l'état nigérien : SOMAÏR, COMINAK et Imouraren SA.

#### En Namibie
Areva est présent en Namibie au travers de sa filiale Areva Resources Namibia, créée en 2007 pour exploiter le gisement de Trekkopje, situé à 70 km au nord-est de Swakopmund, dans la région désertique d’Erongo. Le gisement de Trekkopje, à faible teneur en uranium (environ 0,1 kg d’uranium par tonne de minerai extrait), couvre une surface d’environ 16 km sur 4 km. Ce site exploitera le procédé de traitement du minerai à faible teneur par lixiviation en tas par voie alcaline.
Cependant, du fait de la baisse du marché de l’uranium, Areva a été contraint de reporter la mise en exploitation du gisement. Les installations font l’objet d’un programme de surveillance et de maintenance, pour assurer le redémarrage du projet lorsque les conditions de marché le permettront. Areva s’est engagé à maintenir sa présence en Namibie et à mener des actions auprès des populations locales de la région d’Erongo (construction de classes, aménagement d’infrastructures…).
Pour alimenter son installation de traitement du minerai de Trekkopje, grosse consommatrice d’eau, Areva a construit la 1re usine de dessalement de l’eau de mer d’Afrique australe : l’EDP (Erongo Desalination Plant). Capable de produire jusqu’à 20 Mm3 d’eau potable par an grâce à une technologie d’ultrafiltration, cette usine approvisionnera en eau les activités d’Areva,. En attendant le redémarrage du projet Trekkopje, Areva a signé un contrat de distribution de l’eau avec la compagnie nationale des eaux Namibia Water Corporation Ltd (NamWater).

#### En République Démocratique du Congo
Le 26 mars 2009, Joseph Kabila a décidé de confier la relance de la filière uranium à Areva lors de la visite de Nicolas Sarkozy et Anne Lauvergeon. Au sud du pays, la mine d'uranium de Shinkolobwe possède d’un gisement d'uranium qui est exploité clandestinement.

### En Asie
Areva réalise 18 % de son chiffre d’affaires dans la zone Asie/Pacifique, qui regroupe 1 % de ses effectifs. Dans cette zone, Areva est présent essentiellement en Chine, en Inde et en Mongolie[réf. nécessaire].

#### En Chine
Areva collabore avec la Chine depuis les années 1980. Fin 2012, le groupe est présent en Chine à travers 12 sites localisés à Pékin, Shanghaï, dans les provinces de Jiangsu, Sichuan et Guangdong. Le groupe emploie plus de 850 personnes en Chine et souhaite saisir les opportunités offertes par l’accélération du programme nucléaire dans le pays.
Areva a contribué à la construction de neuf des onze centrales nucléaires en service à ce jour en Chine. Le groupe a en particulier construit les îlots nucléaires de Daya Bay (en service depuis 1993-1994) et de Ling Ao (en service depuis 2002), et a fourni des équipements pour les centrales de Qinshan, Tianwan et Hongyanhe[réf. nécessaire].
Depuis 2004-2005, Areva a signé de nouveaux contrats en Chine, concernant la construction de quatre nouvelles centrales nucléaires (en particulier la réalisation de la phase 2 de Ling Ao II et de la phase 2 de Qinshan II)[réf. nécessaire].
En novembre 2007, Areva et China Guangdong Nuclear Power Company ont signé le plus grand contrat de l’histoire du nucléaire civil, d’une valeur de 8 milliards d’euros. Ce contrat porte sur la construction de deux réacteurs de nouvelle génération EPR à Taishan (province du Guangdong) et sur l’ensemble des matières et services nécessaires à leur fonctionnement. Après la Finlande et la France, la Chine comptera donc les 3e et 4e EPR en construction dans le monde.
Le 25 avril 2013 à Pékin, en présence de Xi Jinping, président de la république populaire de Chine, et de François Hollande, président de la République française, Luc Oursel, président du directoire d’Areva, a signé avec les entreprises CNNC et CGNPC une série d’accords-clés pour le développement du partenariat stratégique franco-chinois dans le nucléaire civil[réf. nécessaire].
La collaboration d’Areva avec la Chine concerne également :
- la fabrication et gestion des assemblages de combustible :
  - Areva a noué un partenariat avec la centrale de Yibin, appartenant à la CNNC (China National Nuclear Corporation). Le 1er programme de transfert de technologie date de 1991 avec la technologie d’assemblage de combustible AFA 2G (Advanced Fuel Assembly 2e génération)[183],
  - en 1998, un accord portant sur une nouvelle technologie du combustible a été signé pour prolonger la durée des cycles de combustible grâce à un assemblage de combustible plus performant, AFA 3G,
  - Areva a participé à la construction de la seconde ligne de fabrication d’assemblages de combustible de Chine à Baotou (Mongolie-Intérieure). En 2011, Areva a fourni à la Chine plus de 1 600 assemblages de combustible. Aujourd’hui, le groupe fournit la totalité des composants importés en Chine pour la fabrication des assemblages AFA 3G[184] ;
- les services :
  - Areva et CNI-23 (China Nuclear Industry 23rd Construction Corporation) ont créé en 2003 la Shenzhen Nuclear Engineering (SNE). Cette coentreprise propose des prestations de services à l’ensemble du parc nucléaire chinois, en s’appuyant sur les compétences et la technologie du groupe Areva,
  - en juin 2011, Areva a créé avec CNPRI (China Nuclear Power Technology Research Institute) la coentreprise BRIC (Beijing-RIC), spécialisée dans la construction et la maintenance de l’instrumentation du cœur des réacteurs de centrales nucléaires chinoises de type CPR 1000[185] ;
- les équipements :
  - en 2005, une coentreprise a été créée entre la filiale d’Areva Jeumont et Dongfang Electrical Machinery, pour fabriquer les pompes de réfrigérant des réacteurs,
  - en novembre 2010, Areva et CNNC ont lancé la création de la coentreprise à parts égales CAST (CNNC Areva Shanghai Tubing Co.), qui produira et commercialisera des tubes de zirconium pour la fabrication d’assemblages de combustibles[186] ;
- le recyclage :
  - en novembre 2010, Areva et CNNC ont signé un accord industriel (dernière étape avant un contrat commercial) sur la coopération dans le domaine du traitement-recyclage des combustibles usés,
  - l’accord d’avril 2013 entre Areva et CNNC constitue un jalon décisif de la négociation en vue de la signature du futur contrat de vente de l’usine. Il couvre les spécifications techniques et l’organisation du projet ainsi que les responsabilités et le périmètre de travail de chaque partenaire. La future usine traiterait les combustibles nucléaires usés des centrales chinoises afin d’en récupérer les matières valorisables et de recycler celles-ci sous forme de combustible[187].

Dans le domaine des énergies renouvelables, la Chine représente pour Areva un marché potentiel particulièrement important (énergie éolienne offshore et énergie solaire concentrée notamment).
En décembre 2013, Areva a signé une série d'accords avec ses partenaires chinois, à l'occasion de la visite en Chine du Premier ministre Jean-Marc Ayrault,, :
- dans le cadre d’un consortium avec Siemens, un 1er accord porte sur la fourniture de systèmes de contrôle-commande à China Nuclear Power Engineering (filiale de CNNC), pour équiper 2 réacteurs de la centrale de Fuqing, dont les travaux commenceront en 2014 et 2015 ;
- Areva et CNNC ont signé une lettre d'intention, pour la création d'une coentreprise qui doterait la Chine d'une usine de fabrication et de transformation d'alliages de zirconium. La société produirait jusqu'à 600 tonnes d'alliages de zirconium par an, en 2017 ;
- Areva et CGN ont signé un accord de coopération, afin d’identifier les opportunités dans les domaines des énergies renouvelables (éolien offshore, biomasse, solaire à concentration thermique et stockage d'énergie).

Le 3 novembre 2015, lors d'un voyage du président Hollande, l'entreprise chinoise CNNC a proposé d'entrer au capital d'Areva (le Figaro)[réf. nécessaire].

#### Au Japon
Un des réacteurs de la centrale nucléaire de Fukushima Daiichi fonctionnait au combustible MOX, fourni par Areva.
À la suite de la catastrophe nucléaire survenue le 11 mars 2011 après un séisme survenu en mer, sur la côte pacifique de Tōhoku, Areva et Veolia décontaminent, dès avril 2011, 18 000 m3 sur les 110 000 m3 d'eau injectés dans la centrale pour la refroidir. Ils furent ensuite remplacés par Toshiba,,.
En 2013, Greenpeace annonce qu'Areva envoie à nouveau du combustible nucléaire MOX vers le Japon.
Le 5 mai 2014 Areva annonce son association avec le Japonais Atox (spécialiste de la maintenance des sites nucléaires) dans une coentreprise nommée Anadec, dont le but sera le démantèlement de cette centrale.

#### En Inde
Dès la réouverture du commerce nucléaire entre le pays et le reste du monde, Areva a conclu, fin décembre 2008, le premier contrat de fourniture d’uranium d’origine étrangère, signé avec le département à l’Énergie atomique indien. Cet accord porte sur la livraison de 300 tonnes d’uranium à l’électricien nucléaire indien Nuclear Power Corporation of India Ltd (NPCIL), destinées à alimenter ses réacteurs soumis aux contrôles de l’AIEA[réf. nécessaire].
Areva envisage de fournir plusieurs réacteurs nucléaires à l’Inde. Un Memorandum of Understanding (MOU) a été signé à cet effet entre Areva et la NPCIL, le 4 février 2009, portant sur :
- le projet de construction de deux réacteurs EPR sur le site de Jaitapur en Inde (le site pouvant, à terme, accueillir 6 réacteurs) ;
- la fourniture de combustible pendant toute la durée de vie de ces réacteurs[réf. nécessaire].

Le 13 octobre 2010, Areva a remis une offre révisée à la société NPCIL (Nuclear Power Corporation of India Limited) pour la construction de ces 2 réacteurs EPR. Le 6 décembre, ont été signés de nouveaux accords qui fixent :
- les conditions contractuelles ;
- le schéma industriel pour la réalisation du projet ;
- le partage des rôles et des responsabilités (Areva fournit les îlots nucléaires et les services associés) ;
- le lancement de plusieurs partenariats entre Areva et l’industrie nucléaire indienne.

En 2011, la catastrophe de Fukushima a remis en question ce projet. L'opposition locale s'est renforcée. En 2013, en dépit des pressions exercées par le gouvernement indien, seulement 200 familles sur les 2 335 qui possèdent des terres autour de Jaitapur auraient accepté de vendre leurs terres. Toutefois début 2013, le ministre indien des Affaires Étrangères affirmait que les négociations, en vue de la construction d’une centrale dans le pays, étaient très avancées.
Dans le domaine de l’énergie solaire, Areva Solar, filiale d’Areva, a été sélectionné en avril 2012 par le groupe indien Reliance Power Limited pour la construction en Inde d’une installation d’énergie solaire à concentration de 250 MW, la plus grande d’Asie à ce jour. Le groupe construit ainsi deux centrales de 125 MW utilisant la technologie thermique solaire à concentration (CLFR). Fin 2013, la centrale produisait pour la 1re fois de la vapeur : une étape majeure avant une exploitation commerciale planifiée pour mars 2014.
Le 10 avril 2015, à l’occasion de la visite en France du premier ministre indien Narendra Modi, Areva a signé avec ses partenaires indiens (NPCIL et Larsen & Toubro) deux contrats pour des activités de préparation pour les EPR de Jaitapur.

#### En Mongolie
Areva emploie 130 salariés en Mongolie. Le groupe mène des opérations d’exploration minière depuis plus de 15 ans dans le pays, où il détient 25 licences d’exploration : 11 licences sur le bassin du Sainshand et 14 sur le bassin de Dariganga.
La Mongolie est parmi les 10 pays possédant les ressources en uranium les plus importantes. Le pays, dont le développement minier nourrit la croissance depuis le milieu des années 2000, veut placer l’uranium au cœur de sa politique d’indépendance. L’État mongol a pour cela conclu des accords avec la France – et Areva en particulier − la Russie, la Chine, le Japon et l’Inde.
Fin 2009, un accord de coopération dans le secteur de l’énergie nucléaire a été signé entre Areva et l’État mongol.
Depuis février 2013, le Conseil Professionnel des Ressources Minérales auprès du Ministère des Mines a officiellement classé le gisement de Zoovch Ovoo, ressource stratégique, avec 60 000 tonnes d’uranium,. La zone est sous licence d’exploration jusqu’en 2015. Areva y mène des études géologiques pour :
- confirmer la viabilité économique, technique et environnementale du projet ;
- définir le procédé d’exploitation le mieux adapté.

Le 26 octobre 2013, un accord a été signé pour créer la société Areva Mines LLC, détenue à 44 % par Areva, 22 % par Mitsubishi Corporation et 34 % par MON-ATOM, société publique nucléaire mongole. Cette nouvelle société chapeautera tous les projets d’exploitation minière.

#### Au Kazakhstan
Depuis 1996, Areva exploite l'uranium du Kazakhstan via sa filiale KATCO avec l'entreprise Kazak Kazatomprom. En 2012, environ 40 % de l'uranium extrait par Areva provient du Kazakhstan[réf. nécessaire].
En septembre 2011, Areva projette de faire entrer le groupe Kazatomprom au capital du projet de rénovation de l'Usine Areva Malvési, en contrepartie de la montée en régime des mines d'uranium d'Areva au Kazakhstan, devenu le premier producteur mondial d'uranium[réf. nécessaire].
En 2014, Areva procède à un transfert de technologies concernant des lignes d'assemblage de combustible nucléaire dans l'usine métallurgique d'Oulba.

#### En Corée du Sud
En décembre 2017, New Areva et Korea Hydro & Nuclear Power Co., Ltd. (KHNP) annoncent la signature d’un accord important visant à renforcer leur coopération dans les domaines de l’assainissement et du démantèlement. À fin 2006, le montant de ces provisions est estimé à 700 millions d'euros. En 2007, de nouvelles provisions devraient être passées pour un montant évalué entre 500 et 700 millions d'euros, ce qui porterait le surcoût à 1,5 milliard d'euros. Au premier septembre 2009, Areva porte ces provisions à 2,3 milliards d'euros et menace d'arrêter le chantier, après avoir porté plainte contre son client. En mars 2015, de nouvelles provisions sur perte d'un montant de 720 millions d'euros sont incluses dans les résultats annuels 2014.

## Communication et lobbying

### Communication

#### Campagnes de publicité
Avec le slogan « Nous n'avons rien à vous cacher », Anne Lauvergeon instaure dès sa prise de fonction en 2001 une culture de communication grand public dans une structure plus habituée au secret, qui va néanmoins rapidement devenir une marque de fabrique du groupe.
En 2006, une campagne à l'échelle mondiale, « Experts en énergie », gérée par Euro RSCG C&O, et réalisée par le collectif français H5, s’est donné comme but de « renforcer la visibilité de la marque, de développer ses compétences et de montrer la cohérence de ses activités dans le domaine de l’énergie. » Cette campagne, illustrée par la célèbre chanson Funkytown, a été critiquée par les antinucléaires qui ont dénoncé « la contamination funky ».
En 2009, le slogan « L'énergie au sens propre » est suspendu puis retiré face à la contestation des écologistes,.
Fin 2010, une nouvelle campagne publicitaire déferle sur les écrans avec le film L'épopée de l'énergie. Diffusée en Europe et aux États-Unis pour un coût annoncé d'au moins 20 millions d’euros, elle provoque une nouvelle fois une critique virulente de nombreux anti-nucléaires et des promoteurs des économies d'énergie.
À partir de janvier 2011, le Réseau Sortir du nucléaire diffuse une campagne pour dénoncer la « propagande » d'Areva.
En octobre 2013, Areva lance une nouvelle campagne publicitaire : « L’avenir pour énergie ». Elle est déployée dans les médias français, en presse écrite et sur le web, et relayée sur les médias sociaux. Cette campagne se compose de 5 annonces des engagements du groupe (la sûreté, les énergies renouvelables, l’emploi, l’innovation et le développement à l'international) illustrés par des photographies industrielles, des faits et chiffres marquants. Ces annonces mettent en valeur des métiers et des expertises de collaborateurs Areva, se voulant « factuelle, authentique et fidèle à [leurs] métiers ». À cette occasion, Areva a également changé son identité sonore.

#### Le sponsoring sportif

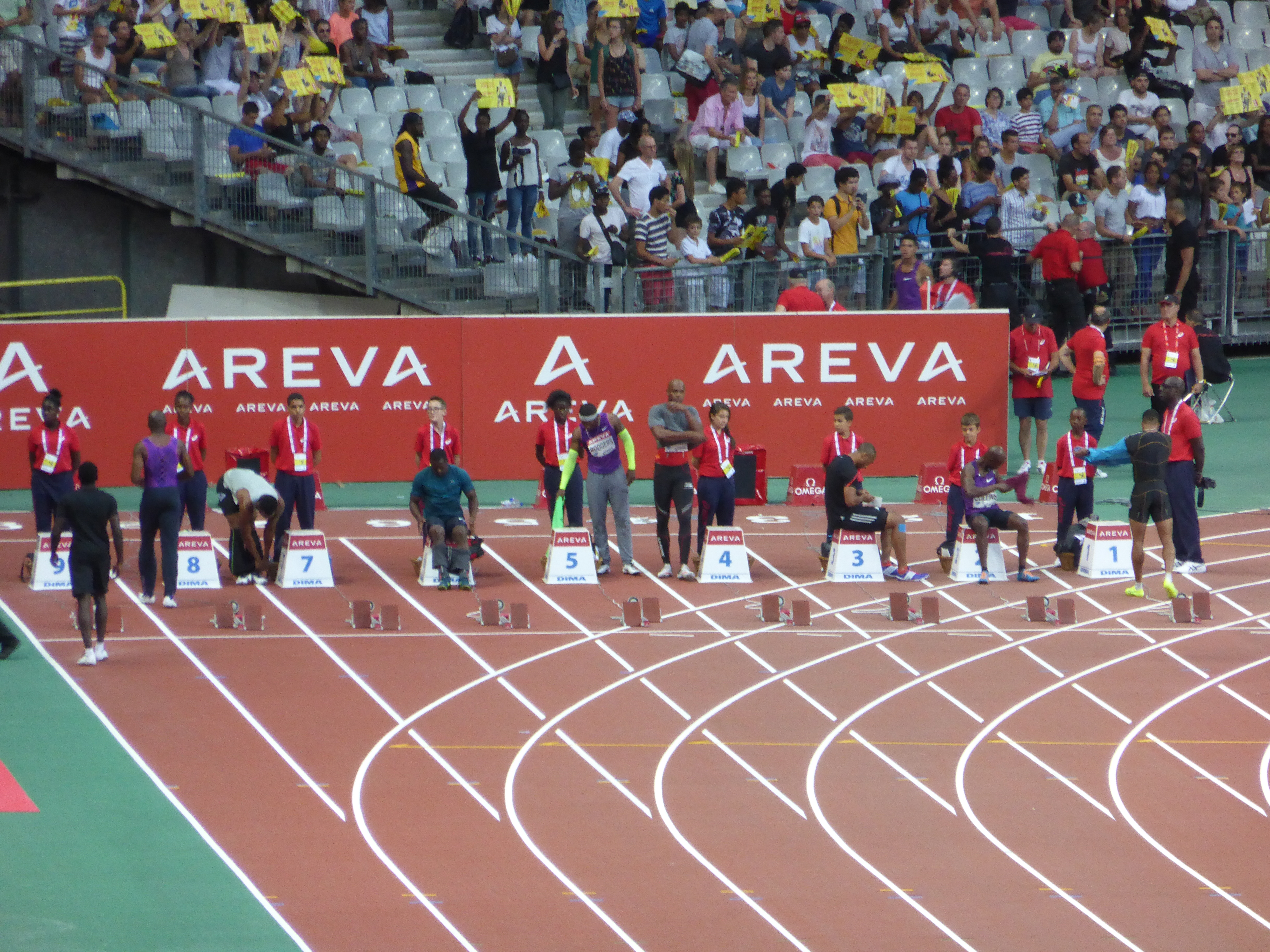
La dernière édition du Meeting Areva en 2015 au Stade de France à Paris.

Areva sponsorise des bateaux français à la Coupe de l'America : Défi Areva en 2003, Areva Challenge quatre ans plus tard. Une action de greenpeace est entreprise à Lorient en 2002 contre le bateau de l'équipe française de l'America's Cup, ce qui donna lieu à une plainte de la société propriétaire du Défi Areva contre les militants de Greenpeace dont l'embarcation avait heurté le voilier.
En Allemagne, Areva NP, dont le siège social allemand se trouve à Erlangen près de Nuremberg, est le principal sponsor du club de football de première division 1. FC Nürnberg de 2008 à 2012. Le contrat, signé en 2008, court jusqu’à la saison 2011/2012. Cependant, après les accidents nucléaires de Fukushima, des protestations de supporteurs et de groupes écologistes remettent en cause le contrat liant le club à l'entreprise,. Le contrat achevé, Areva se concentre alors sur l’athlétisme.
En 2009, le groupe Areva se lance dans le programme « Athlenergy » et devient jusqu'en 2015 le sponsor de la Fédération Française d'Athlétisme et le partenaire officiel du Meeting Diamond League de Paris Saint-Denis (athlétisme), appelé « Meeting Areva ».
Areva structure son dispositif autour du Meeting Areva, mais aussi aux côtés de l’équipe de France d’athlétisme qui porte les couleurs du groupe lors des compétitions nationales et internationales[réf. nécessaire].
Areva sponsorise également des événements de courses à pied :
- Semi-marathon de Paris ;
- 10 km L’Équipe ;
- Marseille-Cassis ;
- SaintéLyon.

Le groupe a également sous contrat l’image de certains athlètes, composé de « têtes d’affiches » ainsi que de jeunes espoirs. Pour l’année 2013, ces athlètes sont le sprinteur Jimmy Vicaut, l’heptathlonienne Antoinette Nana Djimou et le groupe d’entraînement du Montpellier Décathlon Elite (notamment avec Romain Barras et Kévin Mayer). Ce partenariat se poursuit jusqu’en 2016.

### Activité de lobbying

#### Auprès de l'Assemblée nationale
Areva est inscrit comme représentant d'intérêts auprès de l'Assemblée nationale. L'entreprise déclare à ce titre qu'en 2015, les coûts annuels liés aux activités directes de représentation d'intérêts auprès du Parlement sont compris entre 50 000 et 100 000 euros. En 2017, elle déclare 250 000 euros de dépenses de lobbying en France.

#### Auprès des institutions de l'Union Européenne
Areva est inscrit depuis 2009 au registre de transparence des représentants d'intérêts auprès de la Commission européenne. Il déclare en 2016 pour cette activité 5 collaborateurs à temps plein et des dépenses d'un montant compris entre 600 000 et 700 000 euros.

#### Aux États-Unis
Selon le Center for Responsive Politics, les dépenses de lobbying d'Areva aux États-Unis s'élèvent en 2016 à 640 000 dollars.